# سعادي ذهبي
السعادي الذهبي نوع نباتي يتبع جنس السعادي من الفصيلة السعدية.

## الموئل والانتشار
موطنه الأصلي أمريكا الشمالية. ينتشر في معظم مناطق الولايات المتحدة الأمريكية وكندا باستثناء جنوب شرق الولايات المتحدة.

## الوصف النباتي
ارتفاع الساق حوالي 40 سم. ينتج أزهارًا مذكرة وأخرى مؤنثة. ثماره ذهبية اللون.